# Алмалуу (Джалал-Абадская область)
Алмалуу (кирг. Алмалуу) — село в Токтогульском районе Джалал-Абадской области Кыргызстана. Входит в состав Аралбаевского айылного аймака.

## География
Село расположено в северо-восточной части области, на правом берегу реки Толук, на расстоянии приблизительно 50 километров (по прямой) к востоку от города Токтогула, административного центра района.

## Население
Согласно оценочным данным Национального статистического комитета Кыргызской Республики, численность населения села на начало 2023 года составляла 1015 человек.
| год     | 2009 | 2014 | 2015 | 2020 | 2021 | 2023 |
| ------- | ---- | ---- | ---- | ---- | ---- | ---- |
| человек | 1075 | 1186 | 1174 | 1263 | 1295 | 1015 |